# سيدي يوسف (سيدي يوسف)
سيدي يوسف هو دُوَّار يقع بجماعة سيدي يوسف بن أحمد، إقليم صفرو، جهة فاس مكناس في المملكة المغربية. ينتمي الدوّار لمشيخة سيدي يوسف التي تضم 6 دواوير. يقدر عدد سكانه بـ 1555 نسمة حسب الإحصاء الرسمي للسكان والسكنى لسنة 2004.

## روابط خارجية
- البوابة الوطنية للجماعات الترابية نسخة محفوظة 12 مارس 2018 على موقع واي باك مشين.
- المندوبية السامية للتخطيط